# Салона
Салона (лат. Salona) је био антички град илирског племена Далмати из првог миленијума п. н. е. који се се налази близу града Солина (код Сплита).
Град су основали Грци у 3. веку п. н. е. Средином 2. века п. н. е. освајају га Далмати, а 78/76. п. н. е. Римљани. 
Након римских освајања, на темељима најстаријег дела града (лат. Urbs vetus) развио се римски град. Током рата између Помпеја и Цезара, Салона је стала на страну победника, што је град довело на место које је пре тога заузимала Иса (лат. Issa, на месту данашњег града Виса), чиме је Салона постала престоница римске провинције Далмације.
Када се римски цар Диоклецијан повукао са власти, у околини је подигао монуметалну палату, данас познату као Диоклецијанова палата. Ова палата је постала језгро око које је настао данашњи град Сплит. Од 4. века град постаје епископски центар (лат. sancta ecclesia catholica Salonitana). 
Између 449. и 458. град нападају Хуни и Готи.
Салона је знатно оштећена инвазијом Авара и Словена 614. и 639. године. Није још сасвим сигурно након које је инвазије тачно град у урбаном смислу престао постојати, али је то вероватно било после 30-их година VII века, јер најмлађи откопани новчићи датирају из тих година. Романско становништво повлачи се тада у Диоклецијанову палату која бива преграђена у тврђаву и преузима дотадашњу урбану улогу Салоне као град Спалатон односно Сплит и опстаје још дуго касније као једна од испостава византијске власти, док се крај рушевина Салоне формирају словенска односно хрватска рурална ранофеудална насеља, што се види по гробовима из тих времена. Но, улогу урбаног средишта Далмације преузима од тада неразорени Задар, а исти ће то донекле остати све до стварања Краљевине СХС 1918, када средиште Далмације постаје опет Сплит.
Град је у време највећег процвата имао око 50.000 становника унутар градских зидина. Много каснија оцена Константина VII Порфирогенита  да је Салона пред уништење била велика "као пола Цариграда" сигурно је претерана. Дужина бедема је износила 40.000 m. На западу је настао лат. Urbs Occidentalis, а на истоку Urbs Orientalis. И данас су видљиви остаци амфитеатра, форума, терми, врата, бедема и канализационог система града. Најпознатија некропола из царског периода је лат. in horto Metrodori, а из хришћанског периода гробље на Манастиринама, на овом другом јасно се виде и остаци богомоље где је био гроб светог Домнија (Дује), чије су мошти након пропасти Салоне пренете у данашњу сплитску катедралу.
Истраживањем хрватског археолога Фране Булића започело је проучавање историје Салоне.

## Црквени центар
Иако се појава раног хришћанства на источној обали Јадрана везује за прве векове хришћанске историје, развој црквеног уређења на тим просторима може се у континуитету пратити тек од 3. века. У већим градовима провинције Далмације развиле су се локалне епископије, а најзначајнија међу њима била је епископија у античкој Салони. Након увођења митрополитског система у 4. веку, епископи Салоне су као црквени поглавари главног града провинције постали митрополити, са надлежношћу над свим епископима у римској Далмацији. Тиме је створена Салонитанска митрополија, која се налазила под јурисдикцијом древне Римске цркве. Почетком 7. века, заједно са пропашћу античке Салоне разорена је и тамошња митрополија.
Један од највећих историографских проблема у области проучавања црвеног живота у античкој Салони представља питање о аутентичности аката који се односе на наводно одржавање појединих црквених сабора у том граду у првој половини 6. века. Према тим актима, који су познати само на основу веома позних преписа из 15. века, реч је о салнитанским саборима који се датују у наводну 530. и 533. годину. У историографији не постоји сагласност поводом питања о веродостојности поменутих аката, а самим тим се отвореним сматра и питање о историчности наводних сабора на које се ти акти односе.